# Liste der denkmalgeschützten Objekte in Gelnica
Die Liste der denkmalgeschützten Objekte in Gelnica enthält die 35 nach slowakischen Denkmalschutzvorschriften geschützten Objekte in der Gemeinde Gelnica im Okres Gelnica.

## Denkmäler
| Foto |                 | Denkmal / č. ÚZPF                                              | Standort / Konskr. Nr.                                  | Offizielle Beschreibung      | Beschreibung                                 | Metadaten                                                       |
| ---- | --------------- | -------------------------------------------------------------- | ------------------------------------------------------- | ---------------------------- | -------------------------------------------- | --------------------------------------------------------------- |
| ja   | Datei hochladen | Straßenbrücke(sk) ObjektID: 801-628/0                          | Standort KG: Gelnica Konskr.Nr.:                        | kamenný                      | steinerne Bogenbrücke                        | č. NKP: 801-628/0 Stand des NKP: Name: MOST CESTNÝ              |
|      | Datei hochladen | Teich(sk) ObjektID: 801-2349/0                                 | KG: Gelnica Konskr.Nr.:                                 | umelé                        |                                              | č. NKP: 801-2349/0 Stand des NKP: Name: JAZERO                  |
|      | Datei hochladen | Stollen(sk) ObjektID: 801-4434/0                               | KG: Gelnica Konskr.Nr.:                                 | Vilém IV.                    | Wilhelm IV                                   | č. NKP: 801-4434/0 Stand des NKP: Name: ŠTÔLŇA                  |
| ja   | Datei hochladen | Wasserwerk(sk) ObjektID: 801-10658/0                           | KG: Gelnica Konskr.Nr.:                                 |                              |                                              | č. NKP: 801-10658/0 Stand des NKP: Name: VODÁREŇ                |
| ja   | Datei hochladen | Wohnhaus(sk) ObjektID: 801-636/0                               | Banícke nám. 2 Standort KG: Gelnica Konskr.Nr.: 487     |                              |                                              | č. NKP: 801-636/0 Stand des NKP: Name: DOM BYTOVÝ               |
| ja   | Datei hochladen | Verwaltungsgebäude(sk) ObjektID: 801-10219/0                   | Banícke nám. 4 Standort KG: Gelnica Konskr.Nr.: 763     | nárožná                      |                                              | č. NKP: 801-10219/0 Stand des NKP: Name: BUDOVA ADMINISTRATÍVNA |
| ja   | Datei hochladen | Krankenhaus ?(sk) ObjektID: 801-10220/0                        | Banícke nám. 6 Standort KG: Gelnica Konskr.Nr.: 486     | solitér                      |                                              | č. NKP: 801-10220/0 Stand des NKP: Name: NEMOCNICA              |
| ja   | Datei hochladen | Rathaus(sk) ObjektID: 801-10221/0                              | Banícke nám. 7 Standort KG: Gelnica Konskr.Nr.: 485     | nárožná                      | Museum (ehem. Rathaus)                       | č. NKP: 801-10221/0 Stand des NKP: Name: RADNICA                |
| ja   | Datei hochladen | Rathaus(sk) ObjektID: 801-638/0                                | Banícke nám. 8 Standort KG: Gelnica Konskr.Nr.: 484     | radový                       |                                              | č. NKP: 801-638/0 Stand des NKP: Name: RADNICA                  |
| ja   | Datei hochladen | Bürgerhaus(sk) ObjektID: 801-10222/0                           | Banícke nám. 9 Standort KG: Gelnica Konskr.Nr.: 483     | nárožný                      |                                              | č. NKP: 801-10222/0 Stand des NKP: Name: DOM MEŠTIANSKY         |
| ja   | Datei hochladen | Bergbaugebäude(sk) ObjektID: 801-10223/0                       | Banícke nám. 13-14 Standort KG: Gelnica Konskr.Nr.: 444 | radový                       |                                              | č. NKP: 801-10223/0 Stand des NKP: Name: DOM BANÍCKY            |
| ja   | Datei hochladen | Bergbaugebäude(sk) ObjektID: 801-2347/0                        | Banícke nám. 18-19 Standort KG: Gelnica Konskr.Nr.:     | murovaný                     |                                              | č. NKP: 801-2347/0 Stand des NKP: Name: DOM BANÍCKY             |
| BW   | Datei hochladen | Bergbaugebäude(sk) ObjektID: 801-10224/0                       | Banícke nám. 31 Standort KG: Gelnica Konskr.Nr.: 423    | solitér                      |                                              | č. NKP: 801-10224/0 Stand des NKP: Name: DOM BANÍCKY            |
| ja   | Datei hochladen | Bergbaugebäude(sk) ObjektID: 801-10225/0                       | Banícke nám. 36 Standort KG: Gelnica Konskr.Nr.: 394    | radový                       |                                              | č. NKP: 801-10225/0 Stand des NKP: Name: DOM BANÍCKY            |
| ja   | Datei hochladen | Bergbaugebäude(sk) ObjektID: 801-10226/0                       | Banícke nám. 37 Standort KG: Gelnica Konskr.Nr.: 393    | radový                       | Ruine (GE 5/12)                              | č. NKP: 801-10226/0 Stand des NKP: Name: DOM BANÍCKY            |
| ja   | Datei hochladen | Bürgerhaus(sk) ObjektID: 801-10227/0                           | Banícke nám. 50 Standort KG: Gelnica Konskr.Nr.: 379    | radový                       |                                              | č. NKP: 801-10227/0 Stand des NKP: Name: DOM MEŠTIANSKY         |
| ja   | Datei hochladen | Bergbaugebäude(sk) ObjektID: 801-10228/0                       | Banícke nám. 56 Standort KG: Gelnica Konskr.Nr.: 374    | radový                       |                                              | č. NKP: 801-10228/0 Stand des NKP: Name: DOM BANÍCKY            |
| ja   | Datei hochladen | Bergbaugebäude(sk) ObjektID: 801-10229/0                       | Banícke nám. 57 Standort KG: Gelnica Konskr.Nr.: 373    | radový                       |                                              | č. NKP: 801-10229/0 Stand des NKP: Name: DOM BANÍCKY            |
| ja   | Datei hochladen | Kirche(sk) ObjektID: 801-639/1                                 | Cintorínska ul. 12 Standort KG: Gelnica Konskr.Nr.: 1   | r.k.Nanebovzatia P.M.        | römisch-katholische Kirche Mariä Himmelfahrt | č. NKP: 801-639/1 Stand des NKP: Name: KOSTOL                   |
| BW   | Datei hochladen | Kapelle(sk) ObjektID: 801-639/2                                | Cintorínska ul. 12 Standort KG: Gelnica Konskr.Nr.: 1   |                              |                                              | č. NKP: 801-639/2 Stand des NKP: Name: KAPLNKA                  |
| ja   | Datei hochladen | Bürgerhaus(sk) ObjektID: 801-10230/0                           | Hlavná ul. 3 Standort KG: Gelnica Konskr.Nr.: 103       | radový                       |                                              | č. NKP: 801-10230/0 Stand des NKP: Name: DOM MEŠTIANSKY         |
| ja   | Datei hochladen | Bürgerhaus(sk) ObjektID: 801-634/0                             | Hlavná ul. 36 Standort KG: Gelnica Konskr.Nr.:          | radový                       |                                              | č. NKP: 801-634/0 Stand des NKP: Name: DOM MEŠTIANSKY           |
| ja   | Datei hochladen | Verwaltungsgebäude(sk) ObjektID: 801-10657/0                   | Hlavná ul. 50 Standort KG: Gelnica Konskr.Nr.: 343      | radová; Budova Ľudového súdu | Volksgerichtshof                             | č. NKP: 801-10657/0 Stand des NKP: Name: BUDOVA ADMINISTRATÍVNA |
| ja   | Datei hochladen | Bürgerhaus(sk) ObjektID: 801-629/0                             | Lutherovo nám. 1 Standort KG: Gelnica Konskr.Nr.: 23    | solitér                      |                                              | č. NKP: 801-629/0 Stand des NKP: Name: DOM MEŠTIANSKY           |
| ja   | Datei hochladen | Bürgerhaus(sk) ObjektID: 801-630/0                             | Lutherovo nám. 3 Standort KG: Gelnica Konskr.Nr.: 24    | solitér                      |                                              | č. NKP: 801-630/0 Stand des NKP: Name: DOM MEŠTIANSKY           |
| ja   | Datei hochladen | Kirche(sk) ObjektID: 801-637/1                                 | Lutherovo nám. 4 Standort KG: Gelnica Konskr.Nr.: 27    | ev.a.v.                      |                                              | č. NKP: 801-637/1 Stand des NKP: Name: KOSTOL                   |
| ja   | Datei hochladen | Gedenktafel(sk) ObjektID: 801-637/2                            | Lutherovo nám. 4 Standort KG: Gelnica Konskr.Nr.: 27    | padlí v I.sv.v.              | für die Opfer des WK I                       | č. NKP: 801-637/2 Stand des NKP: Name: TABUĽA PAMÄTNÁ           |
| ja   | Datei hochladen | Pfarrhof(sk) ObjektID: 801-631/0                               | Lutherovo nám. 5 Standort KG: Gelnica Konskr.Nr.: 25    | ev.a.v.                      | evangelische Pfarrei                         | č. NKP: 801-631/0 Stand des NKP: Name: FARA                     |
| ja   | Datei hochladen | Wohnhaus(sk) ObjektID: 801-632/0                               | Lutherovo nám. 7 Standort KG: Gelnica Konskr.Nr.: 26    | solitér                      |                                              | č. NKP: 801-632/0 Stand des NKP: Name: DOM BYTOVÝ               |
| ja   | Datei hochladen | Pfarrhof(sk) ObjektID: 801-641/0                               | Slovenská ul. 11 Standort KG: Gelnica Konskr.Nr.: 2     | r.k.                         | römisch-katholische Pfarrei                  | č. NKP: 801-641/0 Stand des NKP: Name: FARA                     |
| ja   | Datei hochladen | Bürgerhaus(sk) ObjektID: 801-633/0                             | Slovenská ul. 16 Standort KG: Gelnica Konskr.Nr.: 90    |                              |                                              | č. NKP: 801-633/0 Stand des NKP: Name: DOM MEŠTIANSKY           |
| ja   | Datei hochladen | Gebäude in regionaltypischem Baustil(sk) ObjektID: 801-10231/0 | Slovenská ul. 31 Standort KG: Gelnica Konskr.Nr.: 14    | radový                       |                                              | č. NKP: 801-10231/0 Stand des NKP: Name: DOM ĽUDOVÝ             |
| ja   | Datei hochladen | Bürgerhaus(sk) ObjektID: 801-10232/0                           | Slovenská ul. 38 Standort KG: Gelnica Konskr.Nr.: 78    | nárožný                      |                                              | č. NKP: 801-10232/0 Stand des NKP: Name: DOM MEŠTIANSKY         |
| ja   | Datei hochladen | Villa(sk) ObjektID: 801-10234/0                                | Slovenská ul. 67 Standort KG: Gelnica Konskr.Nr.: 46    | solitér                      |                                              | č. NKP: 801-10234/0 Stand des NKP: Name: VILA                   |
|      | Datei hochladen | Badehaus(sk) ObjektID: 801-10659/0                             | Thurzova ul. 79 KG: Gelnica Konskr.Nr.: 630             | Kúpeľný dom Pionier          |                                              | č. NKP: 801-10659/0 Stand des NKP: Name: DOM KÚPEĽNÝ            |
|      | Datei hochladen | Denkmal(sk) ObjektID: 801-1591/0                               | KG: Helcmanovce Konskr.Nr.:                             | padlí v I.+II.sv.v.          | für die Gefallenen der WK I+II               | č. NKP: 801-1591/0 Stand des NKP: Name: POMNÍK                  |

## Legende
Die Tabelle enthält im Einzelnen folgende Informationen:
| Foto:                    | Fotografie des Denkmals. |
| Denkmal / č. ÚZPF:       | Die Übersetzung der Bezeichnung des Denkmals, wie sie vom Slowakischen Denkmalamt (Pamiatkový úrad Slovenskej republiky) verwendet wird. Die Originalbezeichnung ist unter dem Fragezeichen angegeben. Fehlt die Übersetzung, so wird die Originalbezeichnung direkt angezeigt. Weiters ist die Objekt-Identifikationsnummer (Objekt ID) angeführt. Sie ist die offizielle, in der Slowakei eindeutige Nummer č. ÚZPF inklusive der zugehörigen Zählnummer, wie sie in den Daten des Denkmalamtes angegeben wird. Da diese nur innerhalb eines Landkreises gezählt wird, ist dessen Nummer der Denkmalnummer vorangestellt. |
| Standort:                | Wenn in der Liste vorhanden, ist die Adresse angegeben. In Klammern kann sich noch eine zusätzliche Adresse befinden, wenn es beispielsweise ein Eckhaus ist. Bei freistehenden Objekten ohne Adresse (zum Beispiel bei Bildstöcken) ist eine Adresse angegeben, die in der Nähe des Objekts liegt. Durch Aufruf des Links Standort wird die Lage des Denkmals in verschiedenen Kartenprojekten angezeigt. Darunter sind die Katastralgemeinde (KG) und, wenn vorhanden, die Konskriptionsnummer (Konskr. Nr.) angegeben.                                                                                                   |
| Offizielle Beschreibung: | Es ist die Kurzbeschreibung auf Slowakisch, wie sie in den offiziellen Listen angegeben ist, eingetragen. |
| Beschreibung:            | Kurze Angaben zum Denkmal auf Deutsch. |
| Metadaten:               | Zusätzlich werden, wenn in den persönlichen Einstellungen das Helferlein Dauerhaftes Einblenden von Metadaten aktiviert ist, ebensolche angezeigt. |

- Karte mit allen Koordinaten:
- OSM |
- WikiMap